# Бертран I (граф Тулузький)
Бертран I (*Bertrand I бл. 1065 — 21 квітня 1112) — граф Тулузький та Триполійський (1105—1112).

## Біографія

### Молоді роки
Походив з династії Руерг (Раймундідів). Старший син Раймунда IV (VI), графа Тулузи, та Ерменгарди Прованської. 
1095 року, коли батько вирушив у Перший хрестовий похід, Бертрана було призначено намісником Тулузи та інших володінь. Того ж року оженився з донькою герцога Бургундії.
1098 року до Лангедоку вдерся Вільгельм IX Трубадур, герцог Аквітанії, який був чоловіком двоюрідної сестри Бертрана. Останній не міг чинити спротив, тому залишив Тулузу та перебрався до Нарбони.
Вже 1110 року зумів повернути Тулузу та інші володіння Північного Лангедоку. 11105 року прийшла звістка про смерть Раймунда VI в Святій землі, після чого Бертран офіційно став графом Тулузьким, маркізом Прованським і герцогом Нарбонським.

## Володарювання
Перші роки присвятив зміцненню своєї влади в родинних володіннях. Бертрану I вдалося доволі швидко замирити усі області. Втім вступив у конфлікт з папою римським Пасхалієм II щодо патронату над абатством Сен-Жіль.
У 1108 році вирушив до Палестини, залишивши намісником брата Альфонса Журдена. Того ж року прибув до прибережних областей Сирії (теперішній Ліван). Слідом за цим вступив в союз з Балдуїном I, королем Єрусалиму, яким на допомогу прийшов генуезький флот. Союзники 12 липня захопили Триполі.
1109 року відсторонив від намісництва Вільгельма-Журдана, позашлюбного сина Вільгельма IV, попереднього графа Тулузи. Потім допоміг захопити міста Тортоса і Акра.
Після цього зосередив зусилля на розбудові Триполійського графства. Він приєднав до своїх володінь приморські і гірські місцевості на північ від Бібла. 1110 року разом з королем Єрусалиму захопив місто Бейрут. Через декілька місяців за підтримки Сігурда I, короля Норвегії, зайняв Сидон. Так було засновано Триполійське графство. Його населення швидко зростало за рахунок паломників, які прибували вклонитися Гробу Господньому, але залишалися жити на Близькому Сході.
1111 року сельджуки взяли в облогу Антіохію, у відповідь Бертран I разом з Балдуїном I прийшли на допомогу тамтешньому князю Танкреду, завдавши поразки мусульманському війську.
Помер 1112 року, передавши у спадок синові Понсу Триполійське графство, а зведеному брату Альфонс Журдену — Тулузьке графство.

## Родина
Дружина — Елен, донька Еда I Борреля, герцога Бургундії.
Діти:
- Понс (бл.1098—1137), граф Триполі
- Агнес (1100/1110—бл. 1183), дружина Рейнальда Мансора, сеньйора Маргата